# Los abrazos rotos
Los abrazos rotos (De gebroken omhelzingen) is een Spaanse speelfilm uit 2009, geregisseerd door Pedro Almodóvar. Enkele hoofdrollen uit de film worden gespeeld door Lluís Homar, Blanca Portillo, Ángela Molina, Lola Dueñas en Penélope Cruz.
De film gaat over Lena (Penélope Cruz) en twee mannen die van haar houden: een regisseur en een vermogende zakenman. Er worden thema's als jaloezie en schuld behandeld. Los abrazos rotos is opgenomen in de film noir-stijl van de jaren 50. 
De film is in Nederland en België ook wel uitgebracht onder de Engelse titel Broken Embraces.  

## Rolverdeling
| Acteur           | Personage                  |
| ---------------- | -------------------------- |
| Penélope Cruz    | Lena                       |
| Lluís Homar      | Mateo Blanco / Harry Caine |
| Blanca Portillo  | Judit García               |
| José Luis Gómez  | Ernesto Martel             |
| Rubén Ochandiano | Ray X                      |
| Tamar Novas      | Diego García               |
| Ángela Molina    | moeder van Lena            |
| Chus Lampreave   | conciërge                  |
| Kiti Manver      | Madame Mylene              |
| Lola Dueñas      | lippenlezer                |
| Mariola Fuentes  | Edurne                     |
| Carmen Machi     | Chon                       |
| Kira Miró        | mannequin                  |
| Rossy de Palma   | Julieta                    |
| Alejo Sauras     | Álex                       |
| Dani Martín      |                            |

## Ontvangst

### Recensies
Op Rotten Tomatoes geeft 81% van de 154 recensenten de film een positieve recensie, met een gemiddelde score van 7,03/10. Website Metacritic komt tot een score van 76/100, gebaseerd op 32 recensies, wat staat voor "Generally favorable reviews" (over het algemeen gunstige recensies)
De Volkskrant schreef: "De film zit vol interessante ideeën, maar blijft als geheel te beredeneerd, te cerebraal." NRC omschreef de film als een ‘echte, wat mindere Almodóvar’ en schreef: "Emotioneel doet Broken Embraces niets. Hij wil een hommage aan de film noir zijn, met samenzwerende, gedoemde overspeligen. Maar de geliefden zijn vagelijk afstotend."

### Prijzen en nominaties
Een selectie:
| Jaar | Evenement                       | Categorie                | Genomineerde                   | Resultaat   |
| ---- | ------------------------------- | ------------------------ | ------------------------------ | ----------- |
| 2010 | Premios Goya (24ste uitreiking) | Beste actrice            | Penélope Cruz                  | Genomineerd |
| 2010 | Premios Goya (24ste uitreiking) | Beste origineel scenario | Pedro Almodóvar                | Genomineerd |
| 2010 | Premios Goya (24ste uitreiking) | Beste kostuums           | Sonia Grande                   | Genomineerd |
| 2010 | Premios Goya (24ste uitreiking) | Beste grime en haarstijl | Ana Lozano, Massimo Gattabrusi | Genomineerd |
| 2010 | Premios Goya (24ste uitreiking) | Beste filmmuziek         | Alberto Iglesias               | Gewonnen    |